# Jaled Selim
Jaled Selim –en árabe, خالد سليم– (nacido el 1 de julio de 1994) es un deportista egipcio que compite en judo. Ganó una medalla de bronce en los Juegos Panafricanos de 2015 en la categoría de +100 kg.

## Palmarés internacional
| Juegos Panafricanos | Juegos Panafricanos               | Juegos Panafricanos | Juegos Panafricanos |
| Año                 | Lugar                             | Medalla             | Categoría           |
| ------------------- | --------------------------------- | ------------------- | ------------------- |
| 2015                | Brazzaville (República del Congo) | Medalla de bronce   | +100 kg             |